# エンサイン・N173
エンサイン・N173 (Ensign N173) （エンサイン・MN01とも）は、イギリスのレーシングチーム、エンサインが1973年および1974年のF1世界選手権に投入したフォーミュラ1カー。N173をドライブしたドライバーはいずれもF1経験が無かった。N173はポイントを獲得することができなかった。

## 背景
エンサイン・レーシングは1971年に元ドライバーで1960年代にチーム・ロータスのメカニックを務めていたモーリス・ナンが創設した。同社はF3マシンの設計を始め、それらはカスタマー用に販売された。加えてエンサインは自身のチームを運営し、ドライバーにはリヒテンシュタイン出身のリッキー・フォン・オペルを起用した。オペルは1972年にエンサインでイギリスF3選手権のタイトルを獲得した。F3で成功したオペルは、F2へのステップアップでは無くF1への参戦を望んだ。彼はナンに対して自身のためのF1シャシーの製作を依頼した。オペルはシャシー開発とエンジンのリース費用を提供した。ナンの初のF1マシンは1973年の夏に完成した。このマシンでオペルは7回出走したが、ポイントは獲得できなかった。1974年シーズン、オペルは開幕戦のみでチームを離脱、テディ・イップが新たなスポンサーとしてチームを支援したが、終盤4戦を残して手を引く。チームは新車のN174を投入していたが、終盤4戦でN173を再投入した。

## 開発
エンサイン・N173のメインデザイナーはモー・ナンであった。ナンの最初の仕事は「より単純な構造」など技術的な面でのオブザーバーとしてであった。前輪はダブルウィッシュボーン式サスペンションを採用、スプリングは外部に取り付けられた。エンジンは3リッターV型8気筒のコスワースDFVを搭載、ギアボックスは5速のヒューランド、FGA400を採用した。
モノコックはアルミニウム製、ボディカウルはプラスチック製であった。カウルはイギリスの専門下請け企業が製作した。ボディ形状は「独特」「臨時」「大胆」であった。フロント部分は低く抑えられ、コクピットは高い位置にマウントされた。サイドスカートは高くて長く、フロントスポイラーは車の全幅に及んだ。デザインは全体的に「かなり分厚く」感じられた。塗装は印象的であり、デビューシーズンはブリティッシュグリーンの塗装に黄色のアクセントストライプが入り、輪郭を強調した。観客のN173に対する印象は「ピンストライプのレーシングカー」という物であった。
N173の重量は585kgで、これは最低重量よりも10kg上回っていた。
N173は1台が製作された。

## 命名
エンサインは自社のF1マシンに対して2つの命名システムを使用していた。1つはそれぞれの形式に対する命名システムで、3桁のナンバーが割り振られ、上一桁目はカテゴリーを、残りの下二桁は開発年度を示した。N173であれば、F1マシン、1973年開発という具合である。もう1つはそれぞれのシャシーに対する通し番号である。エンサインが最初に開発したF1マシンであるN173は「MN01」（MNはモーリス・ナンの頭文字）であり、後継モデルのN174は2台が製作されたが、「MN02」「MN03」と名付けられた。この命名システムはN181まで続けられ、N181は「MN16」と名付けられた。

## レース戦績
エンサイン・N173は1973年から1974年にかけて3名のドライバーがドライブした。3名ともN173での出走がデビュー戦であった。

### 1973
チーム・エンサインのデビュー戦は第8戦フランスグランプリであった。その後は第11戦ドイツグランプリを除いて全戦に参加したが、北米での終盤2戦は財政基盤の弱い小チームにとっては大きな負担となった。このシーズン、N173をドライブしたのはリッキー・フォン・オペルであった。
デビュー戦となったポールリカールでオペルは予選を25位で通過、最後尾からのスタートとなった。ポールポジションを獲得したティレルのジャッキー・スチュワートからは7.2秒差であった。決勝は優勝したロータスのロニー・ピーターソンから3周遅れの15位であった。次戦イギリスではトップから6周遅れの13位となった。第10戦オランダでは予選を14位で通過したが、シャシーにクラックが発見され、モー・ナンは安全上の理由から決勝からの撤退を決定した。このため、チームは1週間後に予定されていたドイツグランプリにも不参加を決めた。シャシーは補強が施され、第12戦オーストリアでチームは復帰した。しかしながらこの後最終戦まで結果を出すことはできなかった。技術的問題のため3回リタイアし、唯一ゴールしたカナダも完走扱いとはならなかった。リタイア原因はアメリカGPがスロットルケーブル、イタリアGPはオーバーヒート、オーストリアGPは燃料システムの問題であった。

### 1974
1974年の開幕戦、アルゼンチングランプリでエンサインは新型のN174を投入した。オペルがそのハンドルを握ったが、ハンドリングに問題があったためオペルは決勝に参加しなかった。オペルはこの1戦のみでチームを離れ、第4戦スペインからペイドライバーとしてブラバムに加入した。オペルが離脱したエンサインは活動資金の目途が立たなくなったため、開幕戦から撤退した。
第5戦ベルギーグランプリでチームは復帰した。ドライバーはオーストリア出身のヴァーン・シュパンが起用された。シュパンは香港を拠点とするビジネスマンのテディ・イップがサポートしていた。シュパンはエンサインで7戦に参加したが、その資金はイップが提供した。車体には「"Theodore Racing Hong Kong."」とペイントされた。シュパンはN174をドライブしたが、第6戦モナコで大きくクラッシュしたため、第7戦スウェーデングランプリのみN173をドライブした。このレースでは予選27位だった物の、誤って26番グリッドからスタート、トップから3周後れの12位でフィニッシュしたが、レース後に失格となった。第11戦ドイツグランプリの後シュパンはチームを離れ、セオドール・レーシングもサポートを打ち切った。
シュパンの後任としてイギリス人ドライバーのマイク・ワイルズが起用された。ワイルズは旧型のN173で残りの4戦に参加した。ワイルズはオーストリアGPからイタリアGPまで3戦連続で予選落ちし、最終戦のアメリカGPでようやく予選を通過した。22番グリッドからスタートしたワイルズは優勝したカルロス・ロイテマンから9周後れの50周でフィニッシュしたが、周回数不足のため完走扱いにはならなかった。

## F1における全成績
(key) （太字はポールポジション）
| 年     | チーム             | ドライバー               | 1   | 2   | 3   | 4   | 5   | 6   | 7   | 8   | 9   | 10  | 11  | 12  | 13  | 14  | 15  | ポイント | 順位 |
| ------ | ------------------ | ------------------------ | --- | --- | --- | --- | --- | --- | --- | --- | --- | --- | --- | --- | --- | --- | --- | -------- | ---- |
| 1973年 | チーム・エンサイン | リッキー・フォン・オペル | ARG | BRA | RSA | ESP | BEL | MON | SWE | FRA | GBR | NED | GER | AUT | ITA | CAN | USA | 0        | -    |
| 1973年 | チーム・エンサイン | リッキー・フォン・オペル |     |     |     |     |     |     |     | 15  | 13  | DNS |     | DNF | DNF | NC  | DNF | 0        | -    |
| 1974年 | チーム・エンサイン |                          | ARG | BRA | RSA | ESP | BEL | MON | SWE | NED | FRA | GBR | GER | AUT | ITA | CAN | USA | 0        | -    |
| 1974年 | チーム・エンサイン | リッキー・フォン・オペル | DNS |     |     |     |     |     |     |     |     |     |     |     |     |     |     | 0        | -    |
| 1974年 | チーム・エンサイン | ヴァーン・シュパン       |     |     |     |     |     |     | DSQ |     |     |     |     |     |     |     |     | 0        | -    |
| 1974年 | チーム・エンサイン | マイク・ワイルズ         |     |     |     |     |     |     |     |     |     |     |     | DNQ | DNQ | DNQ | NC  | 0        | -    |

## 参照
1. 1 2 3 4 5  Adriano Cimarosti: Das Jahrhundert des Rennsports. Motorbuch Verlag, Stuttgart 1997, ISBN 3-613-01848-9, S. 253, 255.
2. ↑  1973年にイギリスF3選手権の3つの別々のシリーズが開催された：Shell Super Oil British F3 Championship, B.A.R.C. Forward Trust British F3 Championship, B.R.S.C.C. Lombard North Central British F3 Championship。いずれもオペルが優勝した。www.formula2.netに1972年イギリスF3選手権の概要が掲載。（2014年5月14日アクセス）
3. 1 2  Biografie Rikky von Opels auf der Internetseite www.f1rejects.com (abgerufen am 14. Mai 2014).
4. 1 2 3  Pierre Menard: La Grande Encyclopedie de la Formule 1. 2. Auflage. St. Sulpice 2000, ISBN 2-940125-45-7, S. 239.
5. 1 2 3  Doug Nye: Das grose Buch der Formel-1-Rennwagen. Die Dreiliterformel ab 1966. Verlagsgesellschaft Rudolf Muller, Koln 1986, ISBN 3-481-29851-X, S. 182.
6. ↑  David Hodges: A-Z of Grand Prix Cars 1906?2001. Crowood Press, 2001, ISBN 1-86126-339-2, S. 80.
7. 1 2 3  David Hodges: Rennwagen von A-Z nach 1945. Motorbuch Verlag, Stuttgart 1993, ISBN 3-613-01477-7, S. 88.
8. ↑  David Hodges: Rennwagen von A-Z nach 1945. Motorbuch Verlag, Stuttgart 1993, ISBN 3-613-01477-7, S. 272.
9. ↑  Renngeschichte des Ensign N173 auf der Internetseite www.oldracingcars.com (abgerufen am 14. Mai 2014).